# Velodrom Motol
Velodrom Motol stojí v areálu Sportovního střediska USK Praha v západní části Košíř na rozhraní s Motolem. Sídlí zde Český svaz cyklistiky.

## Historie
Roku 1986 vyprojektoval arch. K. Cibula vestavbu cyklistické dráhy do přetlakové haly v areálu VŠ Praha v Motole. Protože bylo nutné ji přizpůsobit rozměrům stávající haly, vznikla palubová dráha o délce 153,8 m a sklonu 52°.
Roku 2004 rozhodl Český svaz cyklistiky o přestavbě staré přetlakové haly na „vytápěnou halu ze zateplených polí textilní membrány“, která má ocelovou příhradovou nosnou konstrukci.